# Pandanus somersetensis
Pandanus somersetensis är en enhjärtbladig växtart som beskrevs av Harold St.John. Pandanus somersetensis ingår i släktet Pandanus och familjen Pandanaceae. Inga underarter finns listade.